# گفت (جغتای)
گَفْت روستایی خوش اب و هوا در دهستان دستوران بخش مرکزی شهرستان جغتای استان خراسان رضوی ایران است.

## جمعیت
بر پایه سرشماری عمومی نفوس و مسکن در سال ۱۳۹۵ جمعیت این روستا ۴۹۹ نفر (در ۱۵۹ خانوار) بوده است.